# Oleiros (Galicien)
Oleiros ist eine spanische Kleinstadt in der Provinz A Coruña der Autonomen Region Galicien.

## Bevölkerungsentwicklung der Gemeinde
Quelle: INE-Archiv – grafische Aufarbeitung für Wikipedia

## Gemeindegliederung
Die Gemeinde Oleiros ist in neun Parroquias gegliedert:
| Parroquias       | Patrozinium  | Einwohner 2024 | Fläche km² | Dichte Einw./km² | Höhe msnm | Ortskennzahl |
| ---------------- | ------------ | -------------- | ---------- | ---------------- | --------- | ------------ |
| Dexo             | Santa María  | 1.421          | 6,11       | 233              | 70        | 15058010000  |
| Dorneda          | San Martiño  | 3.625          | 6,41       | 566              | 42        | 15058020000  |
| Iñás             | San Xorxe    | 1.300          | 4,29       | 303              | 86        | 15058030000  |
| Liáns            | Santaia      | 11.031         | 6,50       | 1.697            | 43        | 15058040000  |
| Maianca          | San Cosme    | 1.620          | 3,68       | 440              | 25        | 15058050000  |
| Oleiros          | Santa María  | 3.278          | 4,50       | 728              | 107       | 15058070000  |
| Perillo          | Santa Locaia | 9.009          | 2,25       | 4.004            | 26        | 15058080000  |
| San Pedro de Nós | San Pedro    | 4.918          | 6,08       | 809              | 47        | 15058060000  |
| Serantes         | San Xián     | 1.607          | 3,86       | 416              | 17        | 15058090000  |

## Wirtschaft
| Ackerbau, Viehzucht und Fischerei                                                  | 0110   | 00,69  |
| Industrie                                                                          | 01.529 | 09,61  |
| Bauwirtschaft                                                                      | 01.059 | 06,66  |
| Dienstleistungsbetriebe                                                            | 13.205 | 083,03 |
| Total                                                                              | 15.903 | 100,00 |
| * Daten aus dem Statistischen Amt für Wirtschaftliche Entwicklung in Galicien, IGE |        |        |

## Persönlichkeiten
- María Wonenburger (1927–2014), Mathematikerin und Hochschullehrerin